# James Luceno
James Luceno (nascido em 1947) é o autor de três dos livros mais vendidos de Star Wars: A Nova Ordem Jedi, Agentes de Caos: A Prova do Herói, Agentes de Caos: Eclipse de Jedi e A Força Unificadora. Também escreveu o ebook Darth Maul: Saboteur e O Manto de Decepção que ocorre logo antes de A Ameaça Fantasma.
Os livros de Star Wars mais recentes escritos por Luceno incluem Labirinto do Mal e Lorde das Tevas: A ascensão de Darth Vader.